# Коберцы (Мулинское сельское поселение)
Коберцы — опустевшая деревня в Нагорском районе Кировской области в составе Мулинского сельского поселения.

## География
Находится на расстоянии примерно 10 километров по прямой на северо-восток от районного центра поселка Нагорск.

## История
Упоминается с 1678 года, была вотчиной Хлыновского Успенского Трифонова монастыря. В 1764 году учтено 146 жителей. В 1873 году отмечено дворов 12 и жителей 146, в 1905 13 и 88, в 1926 20 и 106, в 1950 27 и 85 соответственно. В 1989 году учтено 7 жителей.

## Население
Постоянное население  составляло 3 человека (русские 100%) в 2002 году, 3 в 2010.